# Ted Shawn
Pour les articles homonymes, voir Shawn.
Ted Shawn est un danseur, chorégraphe et pédagogue américain né à Kansas City (Missouri) le 21 octobre 1891 et mort à Orlando (Floride) le 9 janvier 1972. Il est connu notamment pour ses créations avec Ruth Saint Denis. Ce couple a fondé une école ensemble, et a développé un art de la danse sensuel, influencé par les danses orientales. Ted Shawn est connu également comme créateur du Jacob's Pillow Dance Festival.

## Biographie
Ted Shawn est né à Kansas City, dans le Missouri, en octobre 1891. Ted Shawn pensait entamer une vie religieuse avant que la diphtérie ne le paralyse partiellement durant un peu plus d'une année. À la suite de cette paralysie, et des exercices auxquels il doit se soumettre pour retrouver le bon usage de ses membres, il découvre le lien qui existe entre le mouvement et la prière,. C'est ainsi qu'il décide de devenir danseur.
Bien qu'il ait toujours eu une conception spirituelle de la danse, cela ne l'empêchera pas d'être accusé d'exhibitionniste, de pornocrate ou encore de provocateur par les milieux conservateurs américains.
Avec sa femme Ruth Saint Denis, Ted Shawn fonde la Denishawn School, ouverte à Los Angeles en 1915.
En 1931, il achète la ferme de Jacob's Pillow, située dans le Massachusetts, qu'il transforme en école de danse puis en lieu de spectacle. Il y crée le Ted Shawn Theatre et le Jacob's Pillow Dance Festival qu'il dirige jusqu'à sa mort. C'est le premier festival de danse aux États-Unis, mais aussi un tremplin, un lieu de rencontre entre les créateurs dans ce domaine de la danse et un lieu d'expérimentation.

## Style
Les ballets de Ted Shawn sont toujours liés à l'un des trois thèmes suivants : « vie primitive », « travail », et « foi ». Ted Shawn a plusieurs fois été amené à danser dans des églises, notamment lors de services religieux, dans lesquelles ils mêlent à la danse, la prière et la doxologie.
À partir de 1958, chaque année, il dirige un stage pour les pasteurs et animateurs de « rythmic choirs ».